# Jeroni de Berard
Jeroni Boix de Berard i de Solà va ser un erudit, escultor, militar i polític mallorquí del segle xviii. Amb una trajectòria que va abastar des de les belles arts fins a les ciències exactes, Berard va destacar en l’àmbit cultural, científic i polític de Mallorca.

## Biografia
El seu nom complet era Jeroni Boix de Berard de Solà de la Cavalleria i de Magarola, va néixer a Palma en el si d’una família acomodada el 14 de juliol de 1742. Des de jove, mostrà interès per les belles arts i matemàtiques, i es traslladà a Madrid als disset anys per estudiar aquestes disciplines.
El 1764 fou nomenat tinent del cos de milícies provincials i ascendí a capità el 1770, amb el comandament de les milícies de Banyalbufar i Esporles. El 1793, fou nomenat regidor perpetu de l'Ajuntament de Palma per l’estament noble i el 1794 succeí el seu pare com a dipositari reial de Mallorca.
Malgrat que la majoria de les fonts coincideixen en estimar l'any de la seva mort a Palma durant 1795, la Reial Acadèmia de la Història indica que morí el 25 de febrer de 1796.

## Ciència

### Contribucions a la gnomònica
Berard fou un gran aficionat a la gnomònica, la ciència de dissenyar i construir rellotges de sol. El 1779 escriví el tractat La Nomónica Práctica Balear, un manuscrit de 276 pàgines que es conserva al Monestir de la Real, a Palma. Aquesta obra, que detalla com delinear rellotges amb hores babilòniques (que es compten des de la sortida del sol fins a la següent sortida l’endemà) i italianes (que es mesuren des de la posta de sol fins a la següent posta l’endemà), el va situar com una de les figures més destacades de la gnomònica a Mallorca.

### Obres geogràfiques i viatges d’estudi
A més dels seus estudis científics, Berard dedicà anys a explorar la geografia de Mallorca. Amb l'ajuda de  Cristòfol Vilella i Amengual i Sebastià Sans, el 1789 presenta la seva obra cabdal Viaje a las Villas de Mallorca, on recull la toponímia, història, geografia i manifestacions artístiques dels pobles de l'illa, juntament amb plànols detallats, molts dels quals van ser gravats per Josep Muntaner i utilitzats en el mapa del Cardenal Despuig. Aquest manuscrit és avui una obra de referència en els estudis de les poblacions mallorquines. També ens han arribat plànols cartogràfics, anomenats plans «ichonográphicos», que ell va aixecar i després van ser gravats també per Josep Muntaner.

## Llegat artístic
El 9 de març de 1775, fou nomenat acadèmic d'Honor i de Mèrit a la Reial Acadèmia de Belles Arts de Sant Ferran. A la seva tornada a Mallorca el 1778, assumí el càrrec de director de l'escola de dibuix creada per la Societat d'Amics del País. Es conserven dibuixos seus com La divina pastora. A més, se li atribueix el disseny del retaule de Sant Josep a l’església de Santa Margalida i la seva col·laboració en l’altar major del convent de Sant Francesc a Palma.